# 6-idrossiesanoato deidrogenasi
La 6-idrossiesanoato deidrogenasi è un enzima appartenente alla classe delle ossidoreduttasi, che catalizza la seguente reazione:
6-idrossiesanoato + NAD+ ⇄ 6-ossoesanoato + NADH + H+
L'enzima è coinvolto nella via degradativa del cicloesanolo in Acinetobacter NCIB 9871